# Патријарх антиохијски и свег Истока
Патријарх антиохијски и свег Истока (арап. بطريرك أنطاكية وسائر المشرق‎) званична је титула предстојатеља Антиохијске патријаршије.
Резиденција патријарха налази се на територији Саборне цркве Свете Дјеве Марије у Сирији (Антиохија — данашња Антакија — налази се на територији Турске и дефакто нема никакве везе са савременом Антиохијском патријашијом); друга (љетња) резиденција налази се у манастиру Шувејра и Баламандском манастиру у Либану.
Грчка („римска”) Антиогијска патријаршија — једна од древних источних патријаршија Васељенске цркве; трећа је у диптиху православних аутокефалних цркава — послије Цариградске и Александријске патријаршије.
Патријарх Јован X је од 17. децембра 2012. предстојатељ Антиохијске патријаршије.